# Шады
Шады́ (баш. Шаҙы) — река в России, протекает по Республике Башкортостан. Устье реки находится в 22 км по правому берегу реки Бирь. Длина реки составляет 41 км.

## Притоки
Притоки по порядку от устья:
- по левому — Холодный Ключ
- по правому — Отарнир
- на 18 км от устья, по правому берегу — Алпияз.
- по левому — Левин Ключ
- по правому — Калмазан
- по левому — Чайсу

## Данные водного реестра
По данным государственного водного реестра России относится к Камскому бассейновому округу, водохозяйственный участок реки — Белая от города Бирск и до устья, речной подбассейн реки — Белая. Речной бассейн реки — Кама.
- Код водного объекта — 10010201612111100025483[2].